# Poeta zamordowany
Poeta zamordowany (fr. Le Poéte assassiné) – zbiór baśni Guillaume'a Apollinaire'a wydany w 1916 roku. Został opatrzony dedykacją dla René Dalize.
Opowiadania poruszają kwestię niemożliwej miłości oraz relacji poety wobec społeczeństwa. Tematem zbioru jest również bierna bądź czynna niechęć wobec sztuki, reprezentowana przez tłum.
Głównym bohaterem zbioru, tytułowym poetą zamordowanym jest Croniamantal, syn Makarei i Viersélina Tigoboth, urodzony w 1889. Jego miłością jest Smutniutka Baletniczka (Tristouse Ballerinette), której postać zamyka w sobie wizerunek Marii Laurencin, ukochanej Apollinaire'a. Croniamantal zginął, zamordowany przez motłoch, w 1912 roku. Następnie Ptak Łaskawca (l'Oiseau du Bénin), zamykający w sobie postać Pabla Picassa, i Smutniutka wystawili mu pomnik w lasku Meudon.